# パリー・グリップ
パリー・グリップ（Parry Gripp、1967年9月22日）は、アメリカ合衆国のシンガーソングライター。ポップ・パンクバンド、ナーフ・ハーダーのボーカルとギターを担当している。グリップは子供を対象とした歌を多く作曲しており、いくつかのディズニーのテレビ番組で用いられている。

## スタイルと作品

### テレビ番組のテーマソング
2011年に公開された曲『スペース・ユニコーン』は、ダロン・ネフシーの『悪魔バスター★スター・バタフライ』で主人公の携帯電話の着信音として使用された。
2013年4月、グリップは『フィニアスとファーブ』に楽曲『バックヤード・ホッジポッジ』を提供し、アニメ本編にもキャラクターとして出演した。